# Алексеевка (Базарно-Карабулакский район)
Алексе́евка — село в Базарно-Карабулакском районе Саратовской области.

## География
Алексеевка находится в 76 км севернее Саратова и 4 км западнее Базарного Карабулака. Расстояние до ближайшей железнодорожной станции Приволжской региональной железной дороги Галанино — 3 км. Село связано рейсовыми автобусами с районным и областным центрами, а также с Балтаем.
В 5 км к западу от Алексеевки берет начало на Волго-Донском водоразделе Приволжской возвышенности река Медведица. В самом селе находится родник «Серебряный» (старое название — «Легкий»), относящийся к лучшим родникам области по качеству и экологической чистоте.

## Население
| 2002 | 2010  |
| ---- | ----- |
| 2005 | ↘1837 |

## История

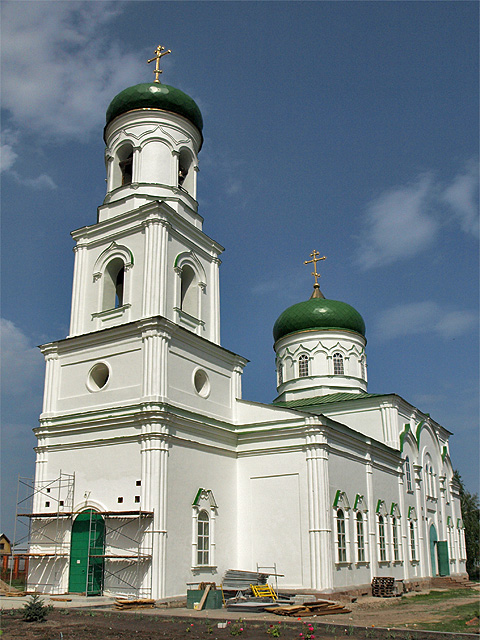
Свято-Сергиевский женский монастырь

Отъезжая сторожевая слобода Алексеевка была основана в 1701 году в правобережье Волги. Для защиты юго-восточных земель Русского царства от набегов разбойничьих отрядов и татар со стороны неспокойных регионов на рубеже XVII и XVIII веков на территорию сформированной в 1708 году Казанской губернии были переведены отряды пахотных солдат, приписанные к новообразованным сторожевым поселениям и близлежащим помещичьим владениям. Современная Алексеевка включает в себя также казённую деревню Дорофеевку. В составе Саратовского уезда Саратовской губернии эти два поселения образовывали Алексеевскую волость. В дореволюционных церковных источниках Дорофеевка и Алексеевка упоминаются раздельно, однако в переписных документах 1911 года фигурирует уже одно село — Алексеевка. В Дорофеевке имелась церковь, при которой функционировали две церковно-приходских школы (одноклассная и двухклассная). Храм в Алексеевке (третий в истории двух сёл) был построен в 1906 году тщаниями прихожан и вольского мещанина В. Рыжова. Деревянное здание было тёплым, с колокольней и престолом во имя Рождества Христова. Вместе с новым храмом была построена церковно-приходская школа. В обоих сёлах также имелись земские училища, врачебный пункт, организовывались базары и ярмарки. С 1857 года функционировал водопровод с родниковой водой (один из первых в губернии). К началу Первой мировой войны население объединённой Алексеевки составляло 9009 приписанных и 92 посторонних жителя.
После Февральской революции в Алексеевке поддержали советскую власть, многие жители ушли добровольцами в Красную Армию. Однако принявшая затяжной характер гражданская война и последовавший упадок во всех отраслях вызвали массовые недовольства среди жителей села. В ноябре 1918 года в Алексеевке вспыхнуло восстание, ставшее реакцией на действия продотрядчиков. Мятеж имел организованный характер, хорошо вооружённым участникам удалось оказать серьёзное сопротивление подошедшим отрядам красноармейцев. Новой властью в селе был сформирован сельсовет, начал работу колхоз «Россия». Деревянный храм был разрушен (ныне на этом месте установлен поклонный крест), в здании каменного с 1935 года находилось зернохранилище. В годы Великой Отечественной войны в Алексеевке располагалось два детских дома, где были размещены эвакуированные из Геленджика и Москвы дети (в том числе испанцы). В 1970 году жителем села, бывшим пограничником-дальневосточником В. И. Смолиным на основе личной коллекции был открыт музей пограничников. Возле музея установлен памятник воинам-пограничникам. Другие два военных мемориала, погибшим в Великую Отечественную войну и расстрелянным в послереволюционные годы, находятся на улице Ленина.
В настоящее время село является административным центром одноимённого сельского поселения. Имеются отделения Сбербанка и почты, средняя общеобразовательная школа, шесть магазинов, кафе, швейный цех, лесничество, воскресная школа и основанный в 2007 году женский монастырь. При музее пограничников, которым в настоящее время заведует мичман в отставке В. Н. Плохов, с момента его основания существует детско-подростковый клуб, в работе которого активно участвуют ученики местной школы.

## Достопримечательности
Сергиевский храм в Алексеевке был построен в 1884 году на месте старого и относился к Дорофеевке. Изначально главный престол был освящён в честь Святителя и Чудотворца Николая, а два придела — во имя преподобного Сергия Радонежского и Вознесения Господня. В советские годы здание храма не подверглось масштабным разрушениям, сохранились росписи на стенах и потолках. В 1990 году в Алексеевке была зарегистрирована православная община. Восстановление храма началась в 2006 году, и уже к 2008 году фасад был полностью отреставрирован. Возрождённый храм имеет один престол и освящён во имя Сергия Радонежского. На базе алексеевского храма образован Свято-Сергиевский женский монастырь.

## Фотогалерея

### Село на фотографиях

Виды села
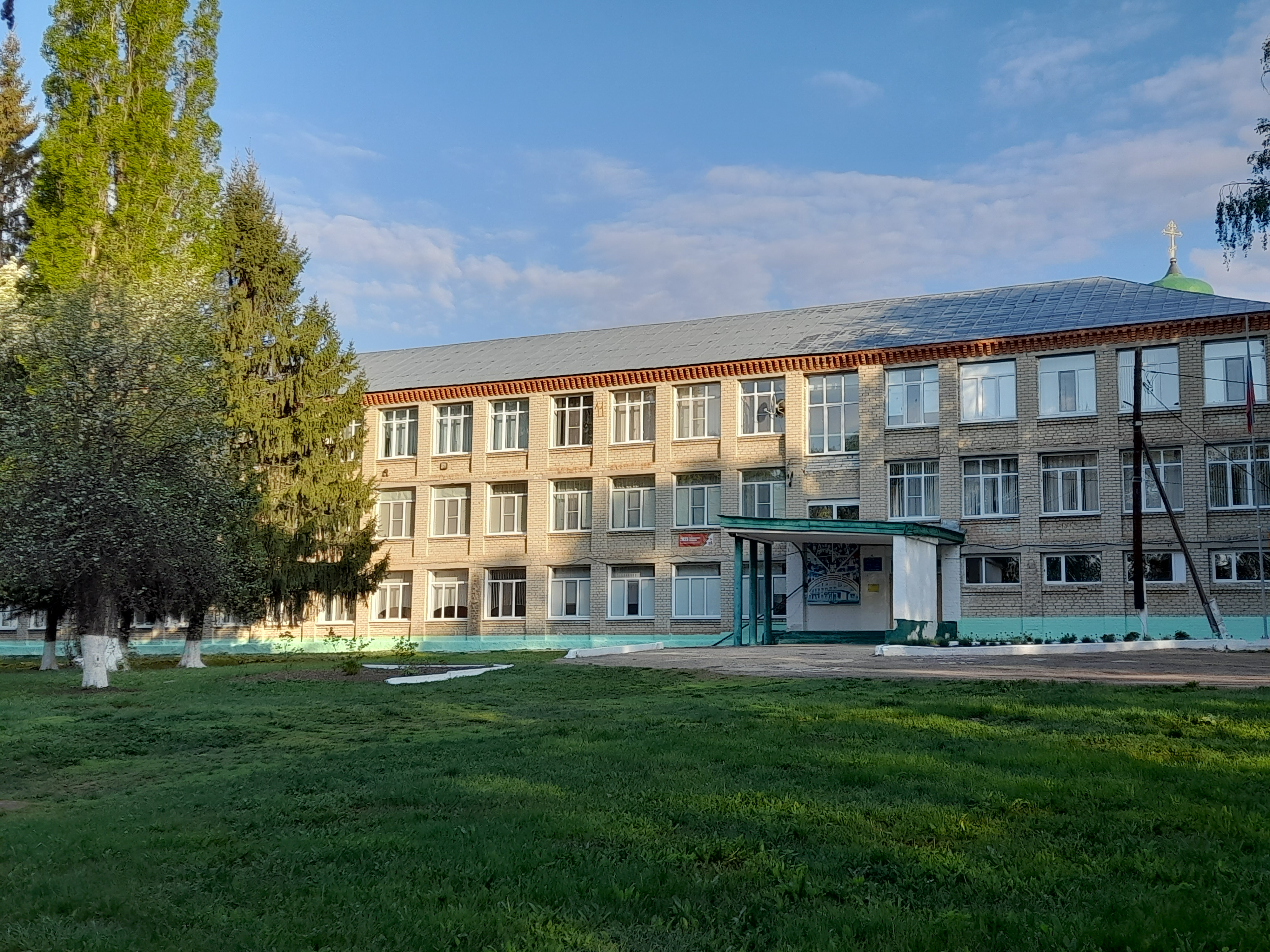
Школа
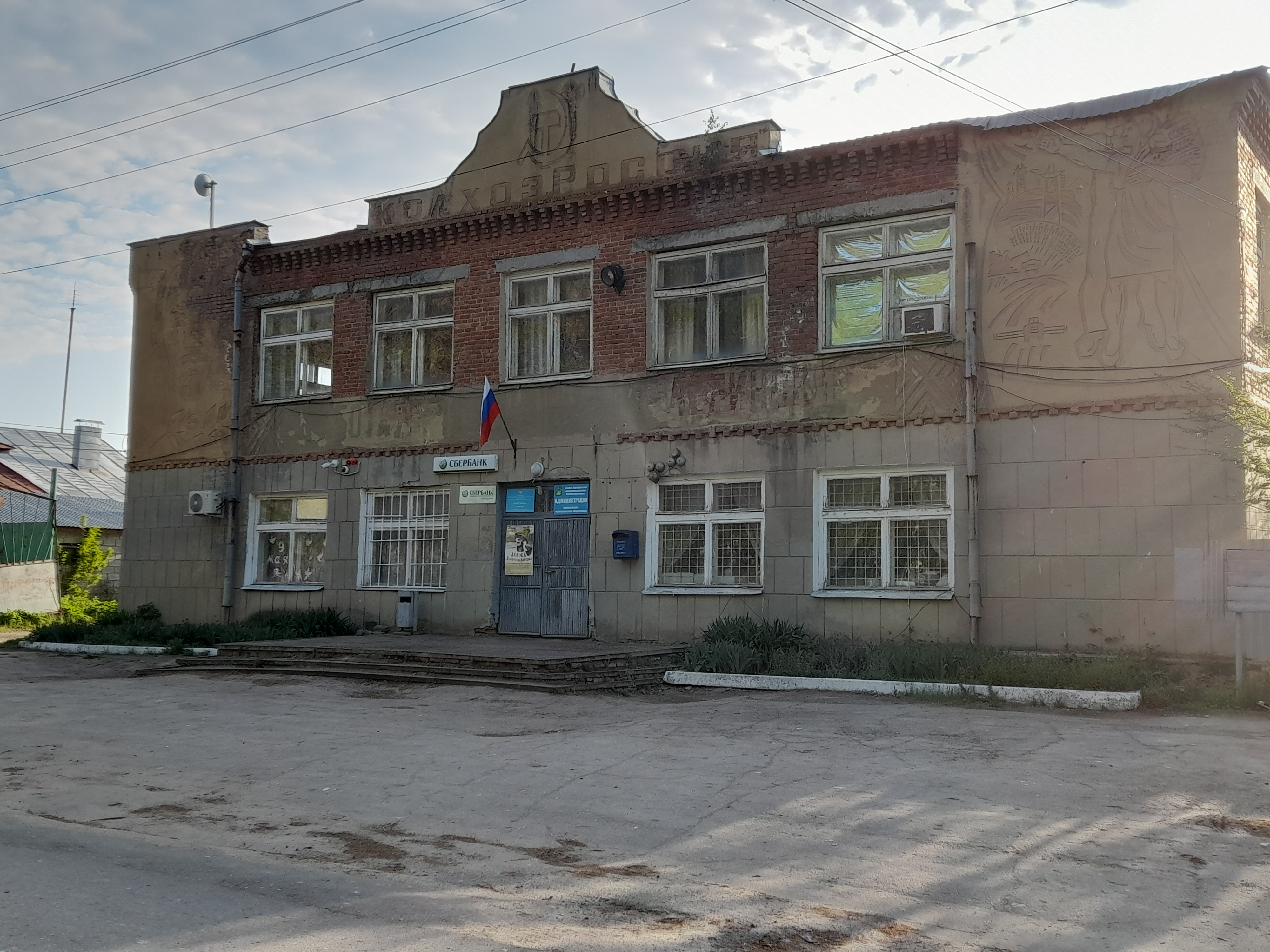
Сельская администрация
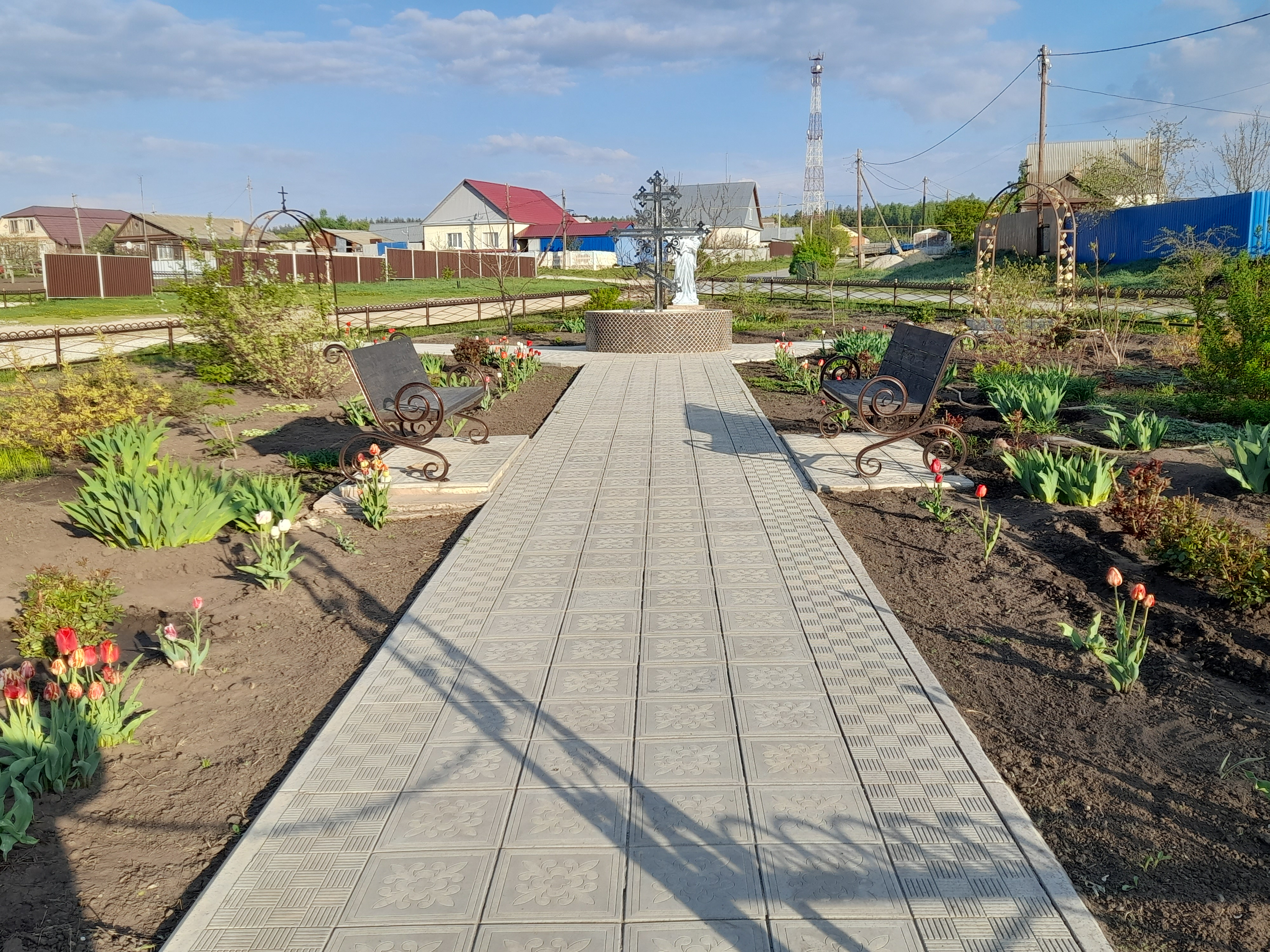
Сквер у храма
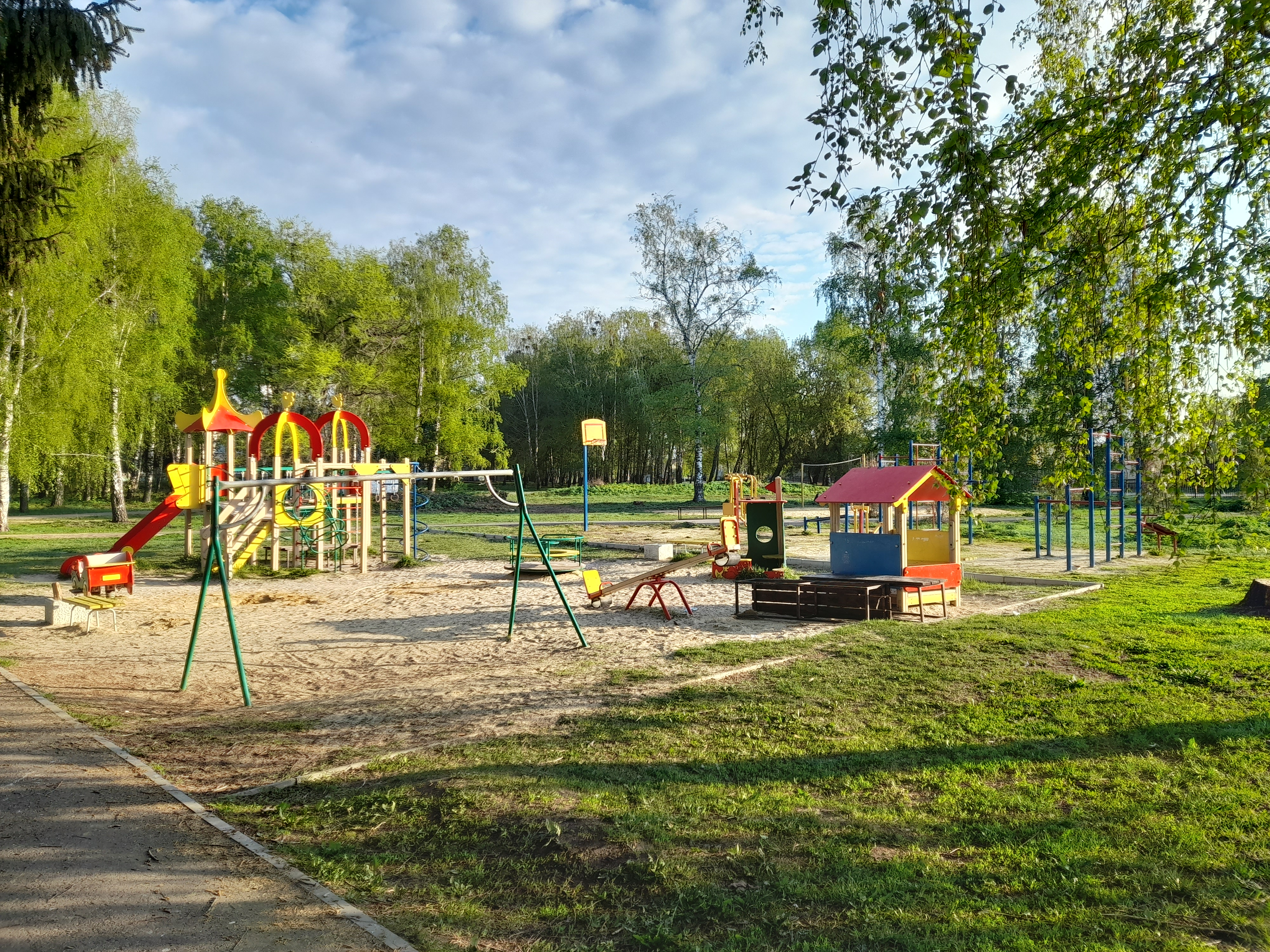
Игровая зона
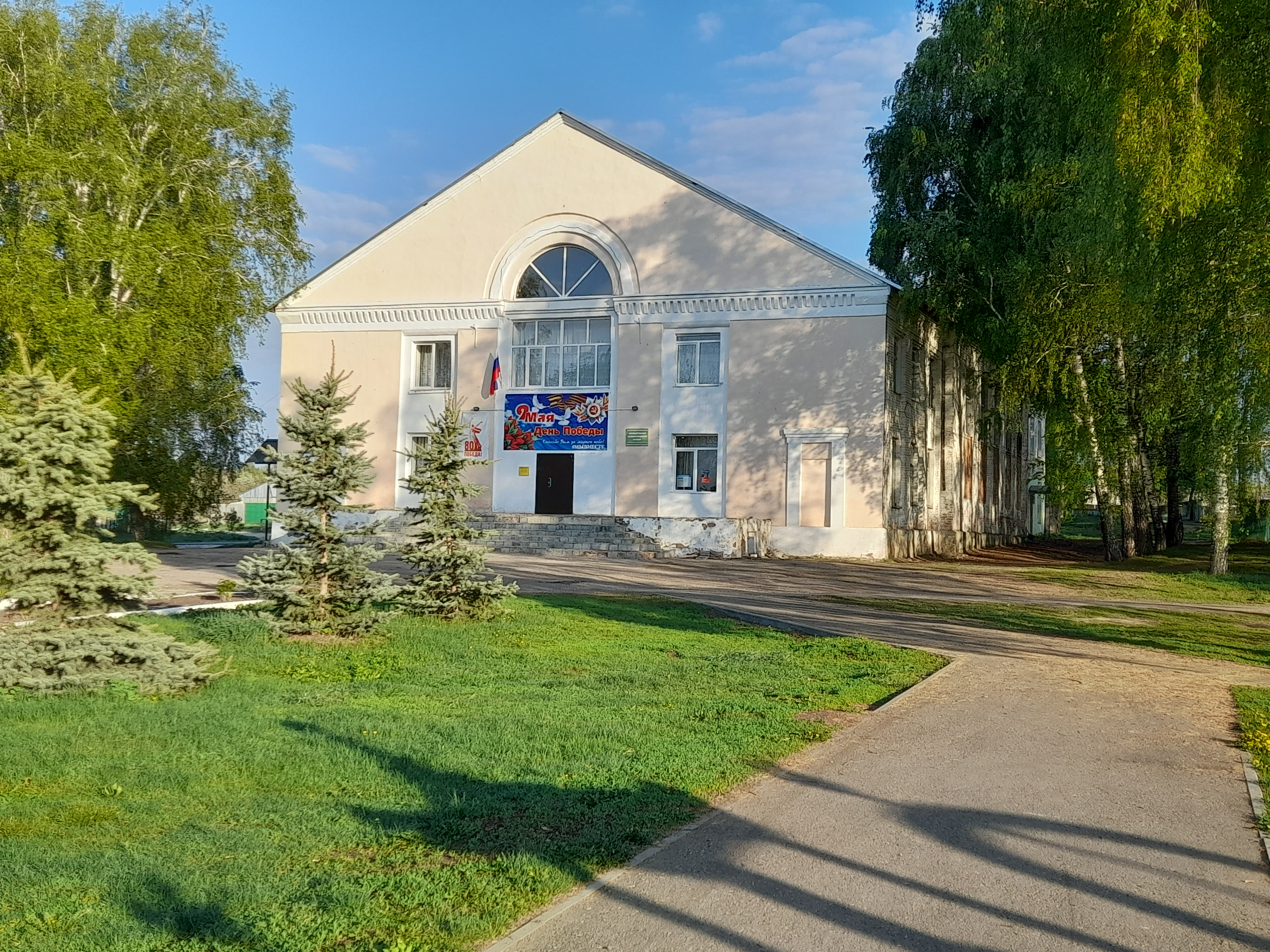
Дом культуры

### Достопримечательности села

Достопримечательности
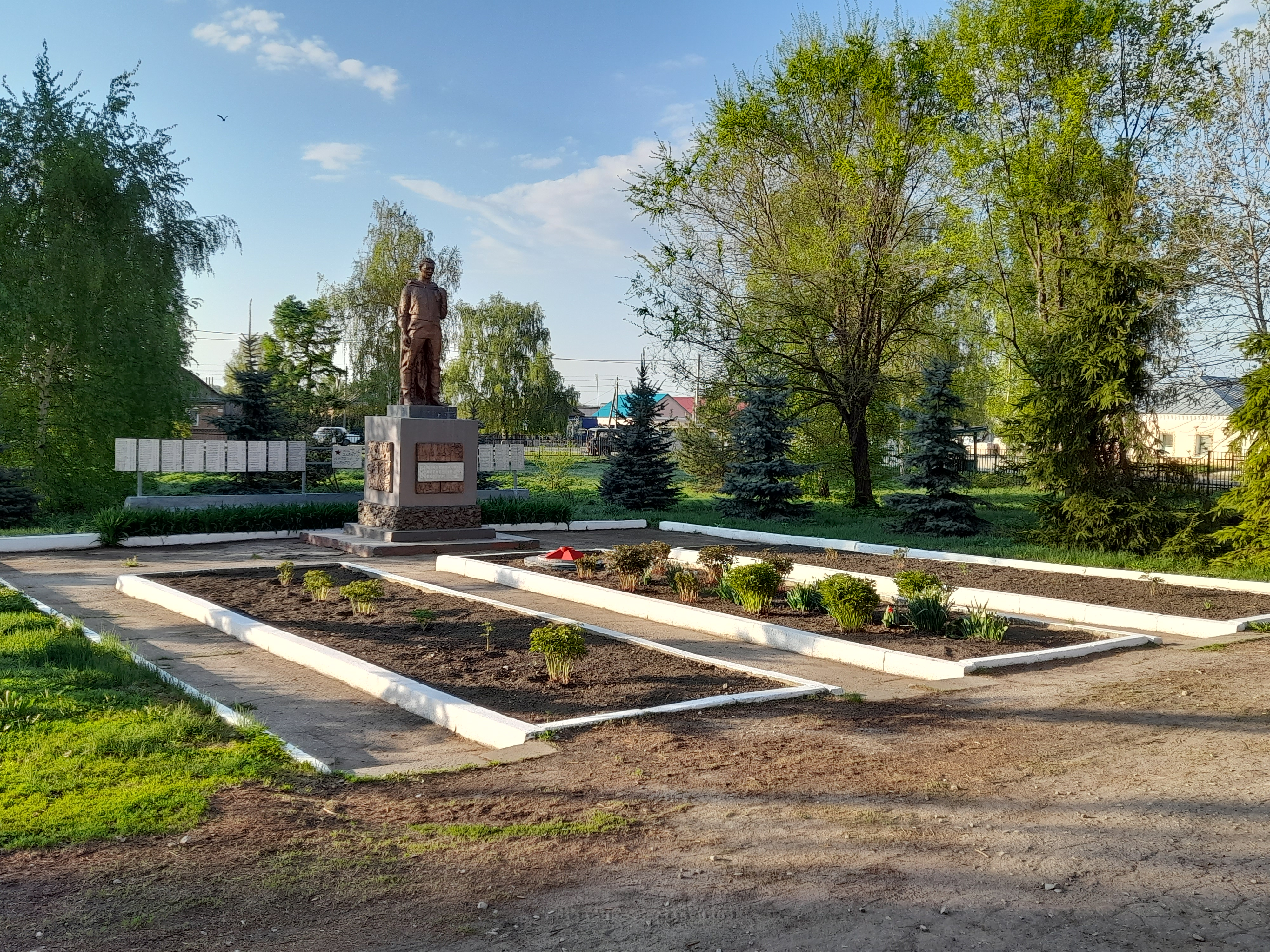
Монумент. Победа ВОВ.
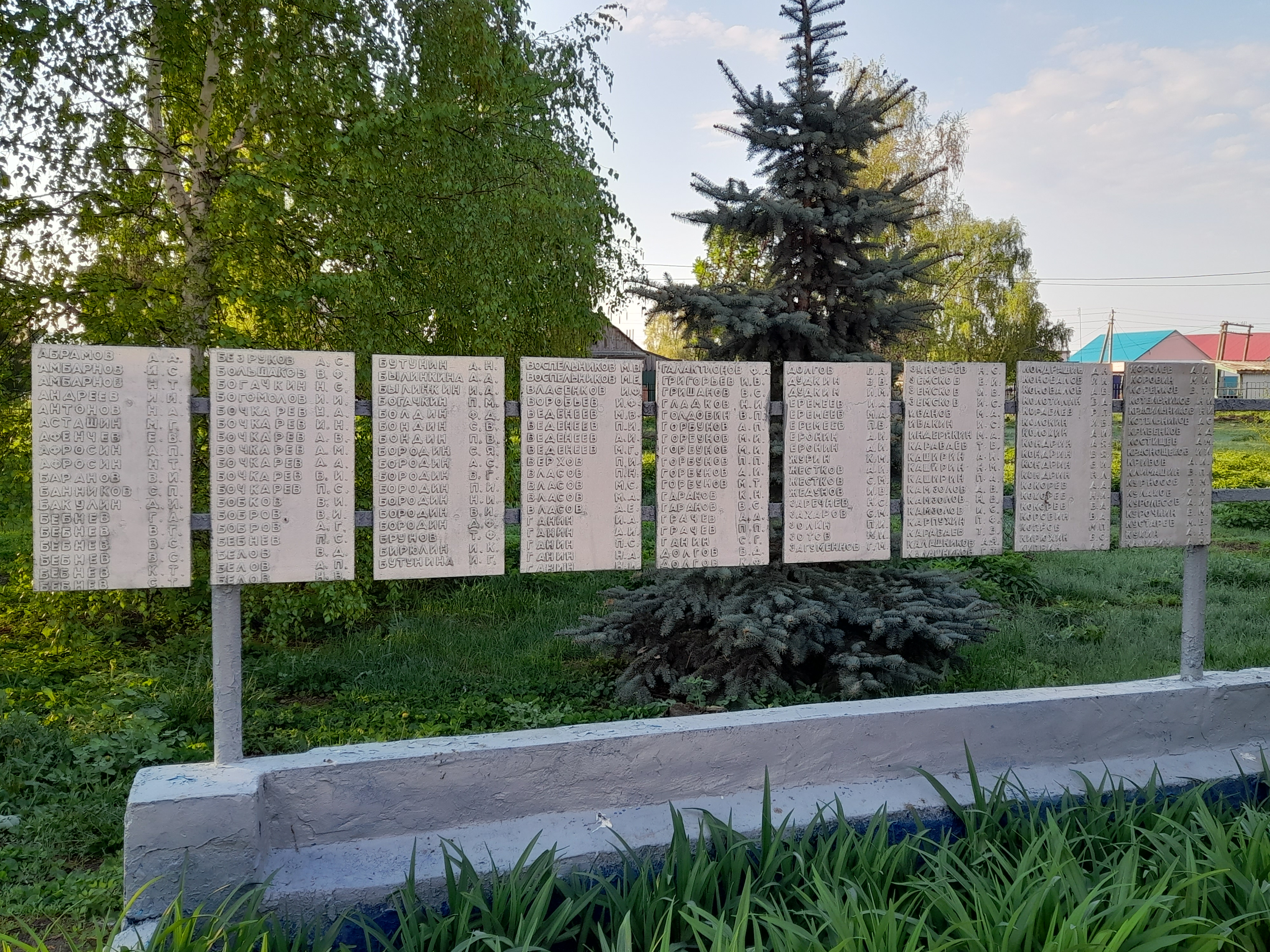
Список фронтовиков А-К
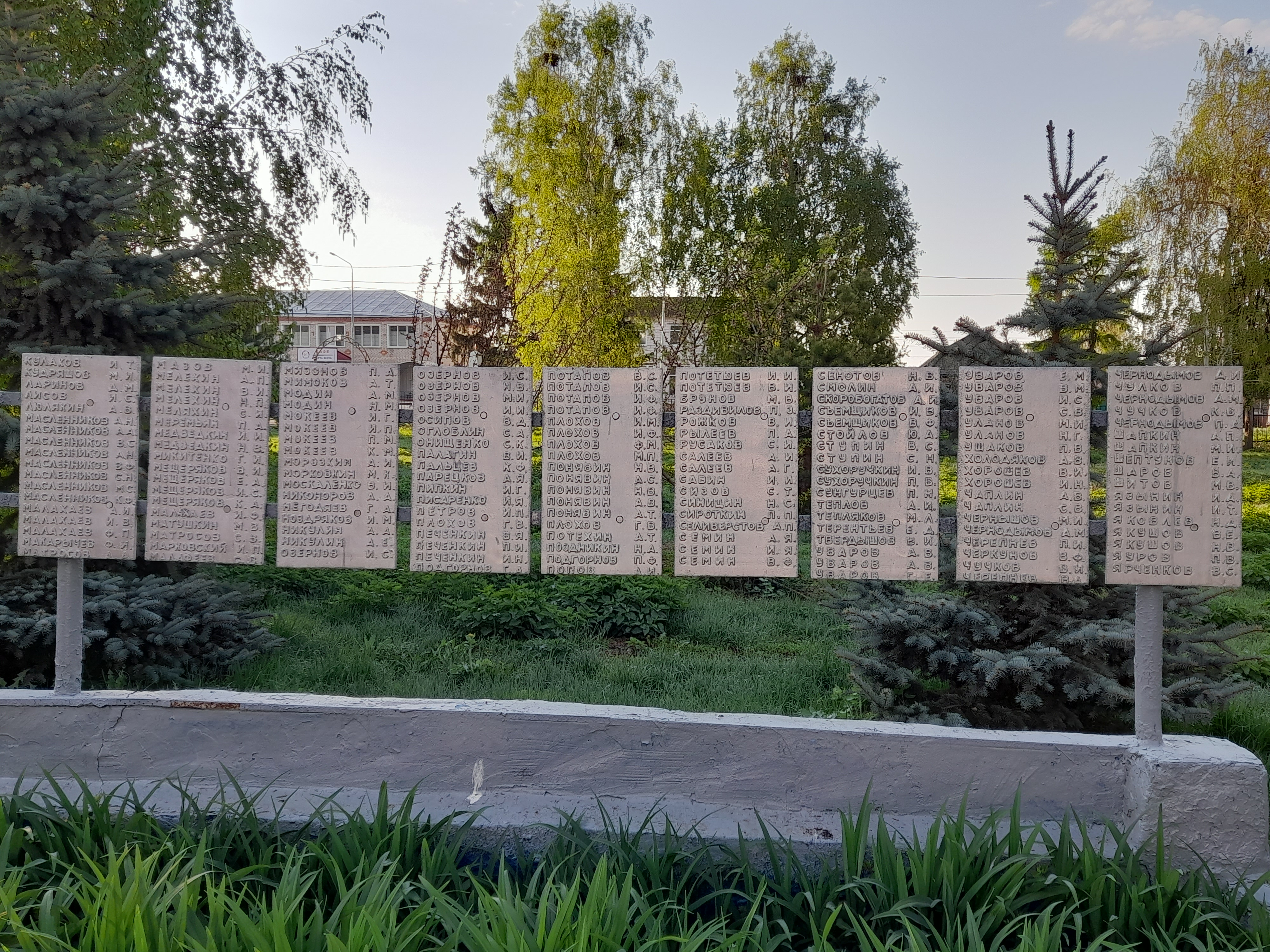
Список фронтовиков К-Я
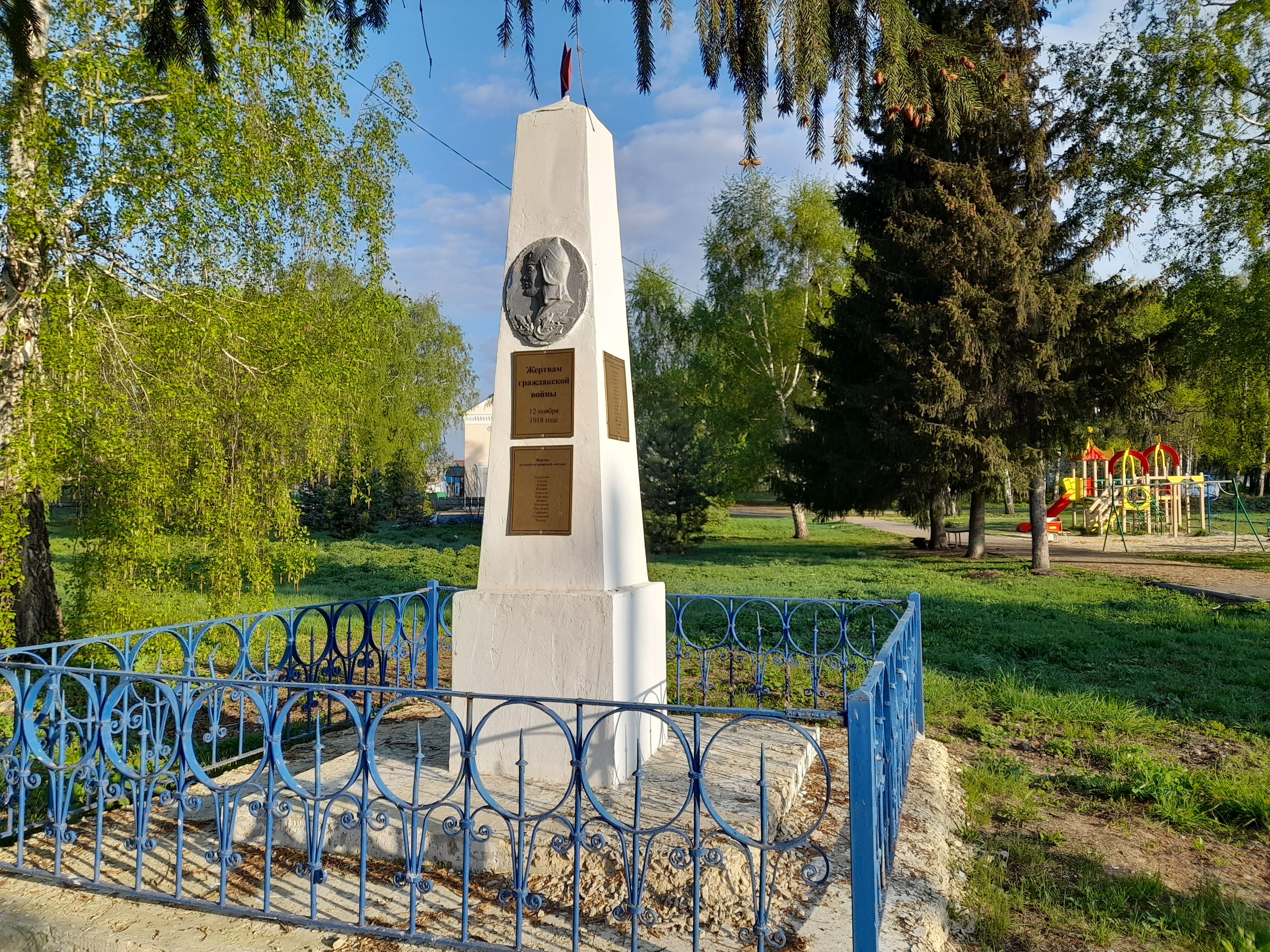
Жертвам гражданской войны
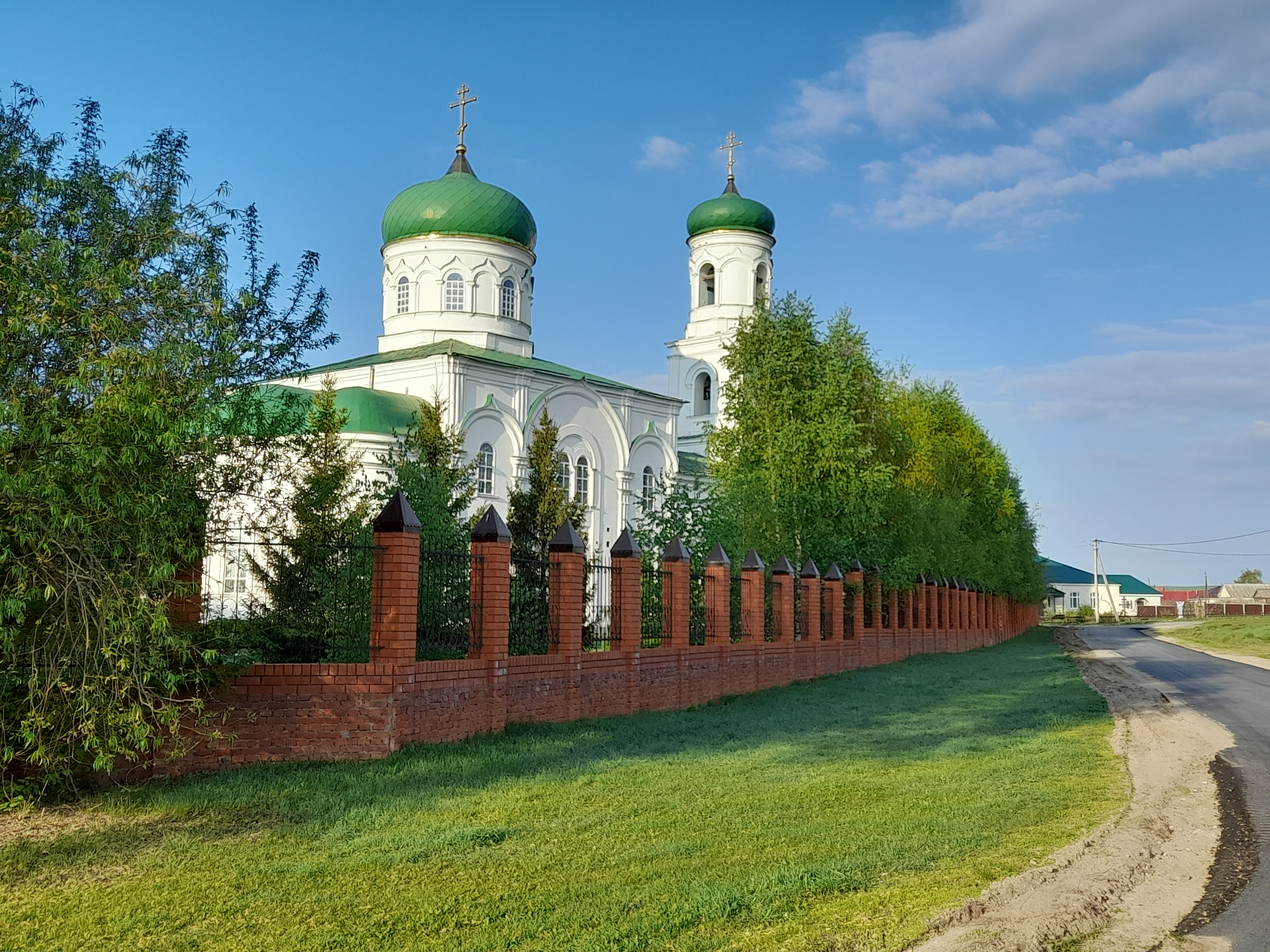
Сергиевский храм